# Comarca's van Andalusië

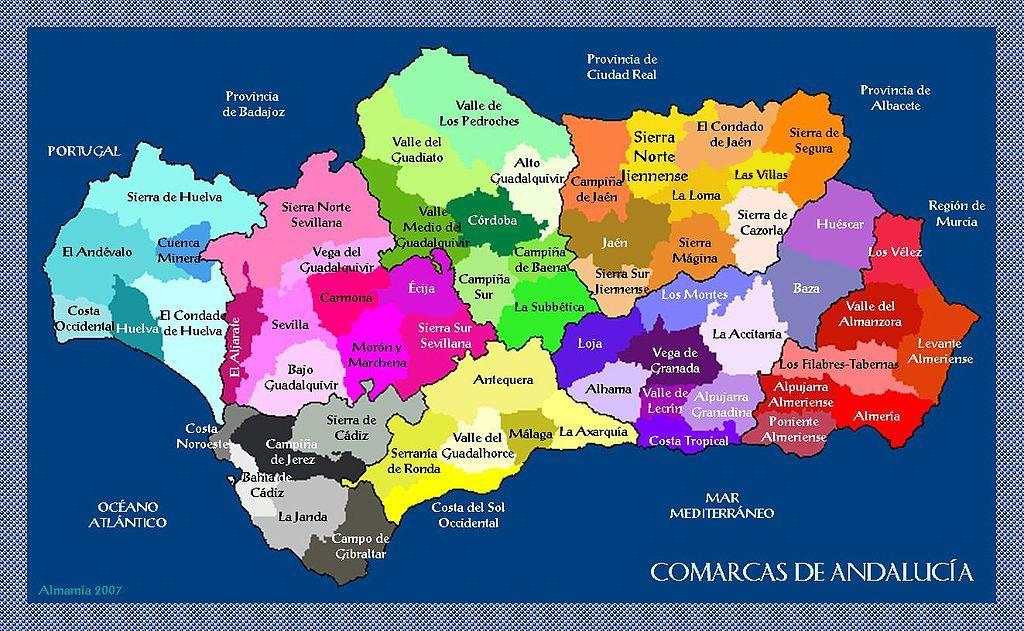
Comarcas of Andalusia

De comarca (Spaans meervoud: comarcas) van Andalusië is een onderverdeling van de provincies van Spanje binnen de Spaanse autonome regio Andalusië. Comarca betekent zoiets als het Amerikaanse "county" of het Engelse "shire".

## Comarca's van Andalusië
| Comarca                          | Hoofdstad                | Bevolkingsaantal | Oppervlak (km2) | Provincie |
| -------------------------------- | ------------------------ | ---------------- | --------------- | --------- |
| Valle del Almanzora              | Armuña de Almanzora      |                  |                 | Almería   |
| Comarca Metropolitana de Almería | Almería                  |                  |                 | Almería   |
| Alpujarra Almeriense             |                          |                  |                 | Almería   |
| Los Filabres - Tabernas          | Tabernas                 |                  |                 | Almería   |
| Levante Almeriense               |                          |                  |                 | Almería   |
| Comarca de los Vélez             |                          |                  |                 | Almería   |
| Poniente Almeriense              |                          |                  |                 | Almería   |
| Bahía de Cádiz                   | Cádiz                    |                  |                 | Cádiz     |
| Campiña de Jerez                 | Jerez de la Frontera     |                  |                 | Cádiz     |
| Campo de Gibraltar               | Algeciras                | 249.459          | 1529            | Cádiz     |
| Costa Noroeste                   | Chipiona                 |                  |                 | Cádiz     |
| La Janda                         | Medina-Sidonia           |                  |                 | Cádiz     |
| Sierra de Cádiz                  | Zahara de la Sierra      |                  |                 | Cádiz     |
| Alto Guadalquivir                | Montoro                  |                  |                 | Córdoba   |
| Campiña de Baena                 | Baena                    |                  |                 | Córdoba   |
| Campiña Sur                      |                          |                  |                 | Córdoba   |
| Córdoba                          | Córdoba                  |                  |                 | Córdoba   |
| Los Pedroches                    | Pedroche                 |                  |                 | Córdoba   |
| Subbética                        |                          |                  |                 | Córdoba   |
| Valle del Guadiato               |                          |                  |                 | Córdoba   |
| Valle Medio del Guadalquivir     |                          |                  |                 | Córdoba   |
| Alhama                           | Alhama de Granada        | 17.972           | 976             | Granada   |
| Alpujarra Granadina              | Órgiva                   | 24.558           | 1143            | Granada   |
| Comarca de Baza                  | Baza                     | 42.507           | 1715            | Granada   |
| Costa Tropical                   |                          |                  |                 | Granada   |
| Comarca de Guadix                | Guadix                   |                  | 1691            | Granada   |
| Comarca de Huéscar               | Huéscar                  |                  |                 | Granada   |
| Comarca de Loja                  | Loja                     |                  |                 | Granada   |
| Los Montes                       | Iznalloz                 |                  | 1400            | Granada   |
| Valle de Lecrín                  | Lecrín                   | 21.550           | 460             | Granada   |
| Vega de Granada                  | Granada                  |                  |                 | Granada   |
| El Andévalo                      |                          |                  |                 | Huelva    |
| El Condado                       |                          |                  |                 | Huelva    |
| Costa Occidental                 |                          |                  |                 | Huelva    |
| Cuenca Minera                    |                          |                  |                 | Huelva    |
| Comarca Metropolitana de Huelva  |                          |                  |                 | Huelva    |
| Sierra de Huelva                 |                          |                  |                 | Huelva    |
| Sierra Sur                       | Alcaudete                | 75.238           | 1229            | Jaén      |
| Área Metropolitana de Jaén       | Jáen                     |                  |                 | Jaén      |
| Campiña de Jaén                  | Andújar                  |                  |                 | Jaén      |
| El Condado                       |                          |                  |                 | Jaén      |
| Las Villas                       | Villanueva del Arzobispo |                  |                 | Jaén      |
| La Loma                          |                          |                  |                 | Jaén      |
| Sierra de Cazorla                | Cazorla                  |                  |                 | Jaén      |
| Sierra de Segura                 | Segura de la Sierra      |                  |                 | Jaén      |
| Sierra Mágina                    | Albanchez de Mágina      |                  |                 | Jaén      |
| Sierra Morena                    |                          |                  |                 | Jaén      |
| Comarca de Antequera             | Antequera                |                  |                 | Málaga    |
| La Axarquía                      |                          |                  |                 | Málaga    |
| Costa del Sol Occidental         |                          |                  |                 | Málaga    |
| Área Metropolitana de Málaga     | Málaga                   | 1.074.074        |                 | Málaga    |
| Valle del Guadalhorce            |                          |                  |                 | Málaga    |
| Serranía de Ronda                | Ronda                    |                  |                 | Málaga    |
| Aljarafe                         |                          |                  |                 | Sevilla   |
| Área Metropolitana de Sevilla    | Sevilla                  |                  |                 | Sevilla   |
| Bajo Guadalquivir                |                          |                  |                 | Sevilla   |
| Campiña de Carmona               |                          |                  |                 | Sevilla   |
| Campiña de Morón y Marchena      |                          |                  |                 | Sevilla   |
| Comarca de Écija                 | Écija                    |                  |                 | Sevilla   |
| Sierra Sur                       |                          |                  |                 | Sevilla   |
| Sierra Norte                     |                          |                  |                 | Sevilla   |
| Vega del Guadalquivir            |                          |                  |                 | Sevilla   |